# 彭慶
彭慶，字叔正，江西饒州府樂平縣靜里鄉人，明朝政治人物、進士出身。
洪武十八年，登進士，授主事，官至工部郎中。